# Episodi di Heartstopper (seconda stagione)
La seconda stagione della serie televisiva Heartstopper, composta da 8 episodi, è stata distribuita sulla piattaforma di streaming Netflix il 3 agosto 2023.
| nº | Titolo originale | Titolo italiano | Pubblicazione UK | Pubblicazione Italia |
| -- | ---------------- | --------------- | ---------------- | -------------------- |
| 1  | Out              | Coming out      | 3 agosto 2023    | 3 agosto 2023        |
| 2  | Family           | Famiglia        | 3 agosto 2023    | 3 agosto 2023        |
| 3  | Promise          | Promessa        | 3 agosto 2023    | 3 agosto 2023        |
| 4  | Challenge        | Sfida           | 3 agosto 2023    | 3 agosto 2023        |
| 5  | Heat             | Calore          | 3 agosto 2023    | 3 agosto 2023        |
| 6  | Truth/Dare       | Obbligo/Verità  | 3 agosto 2023    | 3 agosto 2023        |
| 7  | Sorry            | Scusa           | 3 agosto 2023    | 3 agosto 2023        |
| 8  | Perfect          | Perfetto        | 3 agosto 2023    | 3 agosto 2023        |

## Coming out
- Titolo originale: Out
- Diretto da: Euros Lyn
- Scritto da: Alice Oseman

### Trama
Man mano che la relazione tra Nick e Charlie matura, Nick si accorge che rendere nota la loro relazione al di fuori della loro cerchia di amici è molto più difficile di quanto si aspettasse. Charlie decide di unirsi nuovamente alla squadra di rugby così da poter passare più tempo insieme a Nick, che nel frattempo è molto occupato per il suo esame GCSE. Su consiglio di Darcy, Elle inizia a flirtare con Tao, che però sembra non ricambiare. Durante un pigiama party a casa di Charlie con Tara, Darcy, Elle, Tao e Isaac, Nick riesce finalmente a fare coming out con Imogen. La mattina dopo, Charlie annuncia ai suoi genitori la relazione con Nick, ciò porta però suo padre Julio a dichiarare che Nick non potrà più fermarsi a dormire in futuro e a ordinare a Charlie di tenere la porta sempre aperta quando sono insieme. Parlando con la sorella Tori, Charlie dichiara di essere pronto a fare di tutto affinché Nick non subisca lo stesso bullismo che lui ha dovuto affrontare lo scorso anno dopo il suo outing.

## Famiglia
- Titolo originale: Family
- Diretto da: Euros Lyn
- Scritto da: Alice Oseman

All'incontro con gli insegnanti della scuola, i genitori di Charlie vengono a conoscenza del fatto che i suoi voti sono peggiorati negli ultimi mesi e gli vietano quindi di far visita a Nick fino a quando non avrà migliorato i voti e finito il saggio di storia che deve ancora consegnare. Nonostante ciò, Charlie decide di uscire di casa di nascosto e si incontra con Nick al parco. Mentre va a fare visita alla Lambert School of Art, per la quale ha intenzione di presentare domanda di ammissione, Elle fa la conoscenza di Naomi e Felix. Ciò porta Tao a sentirsi distante da Elle e geloso dei suoi nuovi amici, sua madre lo incoraggia tuttavia a non lasciarsi abbattere e a combattere per tenerla come amica; il giorno dopo Tao ammette a Charlie e Isaac di provare qualcosa per Elle. Nel frattempo David, il fratello maggiore di Nick, è ritornato dall'università e, dopo essere venuto a conoscenza della sua relazione con Charlie, ha una atteggiamento tutt'altro che positivo, lasciandosi andare a dichiarazioni bifobiche.

## Promessa
- Titolo originale: Promise
- Diretto da: Euros Lyn
- Scritto da: Alice Oseman

Mentre Tao cerca di organizzare il perfetto appuntamento con Elle, Charlie riesce a finire e consegnare in tempo il suo saggio di storia e Nick supera il suo esame GCSE. Al termine dell'incontro sulla gita a Parigi, Tao chiede un appuntamento ad Elle, che accetta. Durante la festa di fine esami, Nick cerca di fare coming out con alcuni dei suoi compagni di squadra ma viene costantemente interrotto da Harry, Charlie quindi, notando un certo stress in Nick, gli suggerisce di lasciare perdere per il momento l'idea di rendere pubblica la loro relazione. Nel frattempo, l'appuntamento tra Tao ed Elle si rivela tuttavia un fallimento ed Elle finisce per litigare con Tao quando lui si dimostra geloso nei confronti dei suoi nuovi amici Naomi e Felix. Tao si incolpa di aver rovinato tutto e viene consolato da Charlie.

## Sfida
- Titolo originale: Challenge
- Diretto da: Euros Lyn
- Scritto da: Alice Oseman

Gli studenti della Truham Grammar School e le studentesse della Higgs Grammar School partono insieme per la gita scolastica a Parigi. Charlie, Nick, Tao e Isaac vengono assegnati alla stessa camera d'albergo, così come Tara, Darcy, Elle e Sahar, una nuova studentessa della Higgs. Durante la visita a Montmartre, Tao ed Elle decidono di visitare il Musée de Montmartre e Tao si scusa per il suo comportamento; i due decidono quindi di rimanere amici. Nel frattempo Charlie, Nick, Isaac, Tara, Darcy, Sahar e James (un ragazzo della Truham che ha una cotta per Isaac) si recano alla basilica del Sacro Cuore, dove Charlie e Tara si confidano: Charlie dichiara di essere un po' invidioso del fatto che la relazione tra lei e Darcy sia pubblica, mentre Tara gli chiede consigli su come poter fare affinché Darcy sia più aperta verso di lei riguardo ai suoi sentimenti. La sera, mentre Tao e Isaac non sono in camera, Nick da a Charlie un lungo bacio sul collo. La mattina dopo, mentre si sta lavando i denti, Charlie si accorge di avere un livido sul collo.

## Calore
- Titolo originale: Heat
- Diretto da: Euros Lyn
- Scritto da: Alice Oseman

Vedendo il livido sul collo e intuendo che tutti lo noteranno, Nick si scusa con Charlie, ma lui gli risponde di non preoccuparsi. A colazione, tra gli studenti iniziano a circolare voci riguardo a chi potrebbe aver fatto il succhiotto a Charlie, che però si rifiuta di dire chi sia stato. Mentre si trovano sulla torre Eiffel, Nick cerca, senza successo, di contattare suo padre Stéphane che vive in città. Poco dopo, Tao confida a Charlie di essere stato lui involontariamente a causare il suo outing, Charlie lo perdona e poi lo incoraggia a fare un ultimo tentativo con Elle. Durante la visita al museo del Louvre, Elle e Tao si scambiano il loro primo bacio, mentre Tara accusa Darcy di nasconderle qualcosa. Nel frattempo, dopo aver avuto un mancamento, Charlie ammette a Nick di avere un disturbo alimentare, sviluppatosi durante il periodo in cui è stato bullizzato. Nick riceve finalmente una risposta da suo padre e, insieme a Charlie, va a prendere la metropolitana per andare ad incontrarlo.

## Obbligo/Verità
- Titolo originale: Truth/Dare
- Diretto da: Euros Lyn
- Scritto da: Alice Oseman

Nick presenta Charlie a suo padre, ma l'incontro si rivela estremamente breve a causa di un imprevisto di lavoro di Stepháne, che però prima di andare via gli comunica che verrà in Inghilterra la settimana prossima. Durante l'ultima sera a Parigi, in occasione del compleanno di Tara, Darcy decide di organizzare una festa a sorpresa nella camera d'albergo nel tentativo di farsi perdonare. Nel frattempo, James rivela ad Isaac di provare qualcosa per lui e lo bacia, Isaac tuttavia non sembra interessato e scappa via. Durante il gioco "Obbligo o Verità?" a Charlie viene chiesto come obbligo di dire chi gli ha fatto il succhiotto, Charlie si rifiuta di rispondere ma Nick lo prende per mano e annuncia pubblicamente la loro relazione, facendo coming out con i presenti. Poco dopo, Darcy si sente male a causa dell'alcool che ha bevuto e, portata nella camera dei professori Youssef Farouk e Nathan Ajayi, finisce per vomitare su uno dei letti. Alla fine, i due insegnanti decidono di non punire Darcy, che ritornata nella sua camera dice a Tara di amarla. Youssef propone a Nathan di condividere il letto, dato che il suo è sporco, e i due si scambiano un bacio. Mentre Tao e Isaac rimangono a dormire nella camera delle ragazze, Nick e Charlie passano l'ultima notte a dormire insieme l'uno tra le braccia dell'altro.

## Scusa
- Titolo originale: Sorry
- Diretto da: Euros Lyn
- Scritto da: Alice Oseman

Elle viene accettata alla Lambert; Tao dice di aver superato la sua invidia ed Elle dice di essere ancora indecisa sul frequentare la Lambert. Isaac scopre di essere asessuale. 
Prima di lasciare la Truham, Ben chiede a Charlie di perdonare le sue azioni passate, ma Charlie rifiuta, notando che le scuse di Ben richiedono semplicemente un'auto-validazione. 
A casa Nelson si tiene una cena insieme alla famiglia Springs, dove Nick fa coming out dove dice che Charlie è il suo ragazzo e affronta il fratello David per il suo bullismo, ma anche suo padre per non essere interessato alla sua vita. Al termine suo padre si scusa e dice che gli piace Charlie, prima di tornare a Parigi. 
Tori sente David parlare al telefono con gli amici, dove critica il fidanzato del fratello, infuriata lancia il telefono del ragazzo minacciandolo che se parlerà di nuovo male di lui gliela farà pagare. 
La madre di Nick si accorge che Charlie non ha magniato molto a cena, preoccupato Nick fa una ricerca sui disturbi alimentari.
Quella sera Darcy sta provando il suo abito per la festa della scuola, dove ha una discussione con sua madre omofoba e così la ragazza se ne va di casa.

## Perfetto
- Titolo originale: Perfect
- Diretto da: Euros Lyn
- Scritto da: Alice Oseman

Nick fa coming out pubblicamente su Instagram rendendo Charlie felice. Elle dice a Tao che andrà da Lambert, poi accetta la sua proposta di diventare la sua ragazza. 
Al ballo di fine anno della scuola sono presenti tutti tranne Darcy, che più tardi si presenta e si apre con Tara sulla sua situazione a casa. Nick e il gruppo di amici di Charlie lasciano il ballo per festeggiare a casa di Nick. Se ne vanno tutti tranne Charlie.
Nick chiede a Charlie del suo bullismo passato. Charlie si apre: dopo il suo coming out fatto con Tao, alcuni studenti ascoltarono la conversazione e diffusero la voce in tutta la scuola, portandolo così a farsi del male anche se non lo fa più. Nick chiede a Charlie di dirgli se è mai stressato e Charlie promette di farlo, sulla via del ritorno a casa Charlie scrive un messaggio a Nick che dice "Ti amo". 

L'episodio si conclude con il dito di Charlie sospeso sopra il pulsante di invio.